# Copiii din Hiroshima

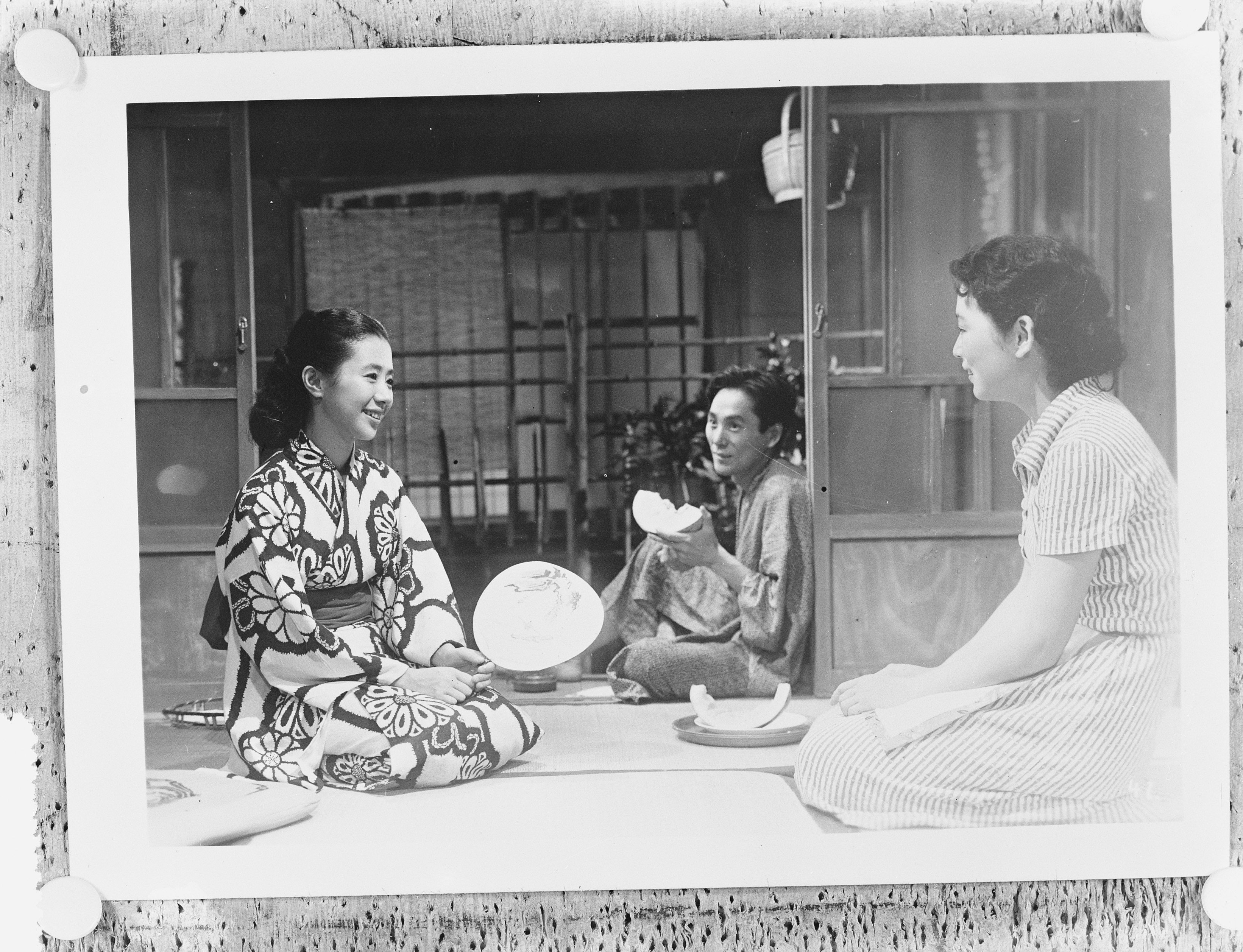
Scenă din film cu Nobuko Otowa (stânga)

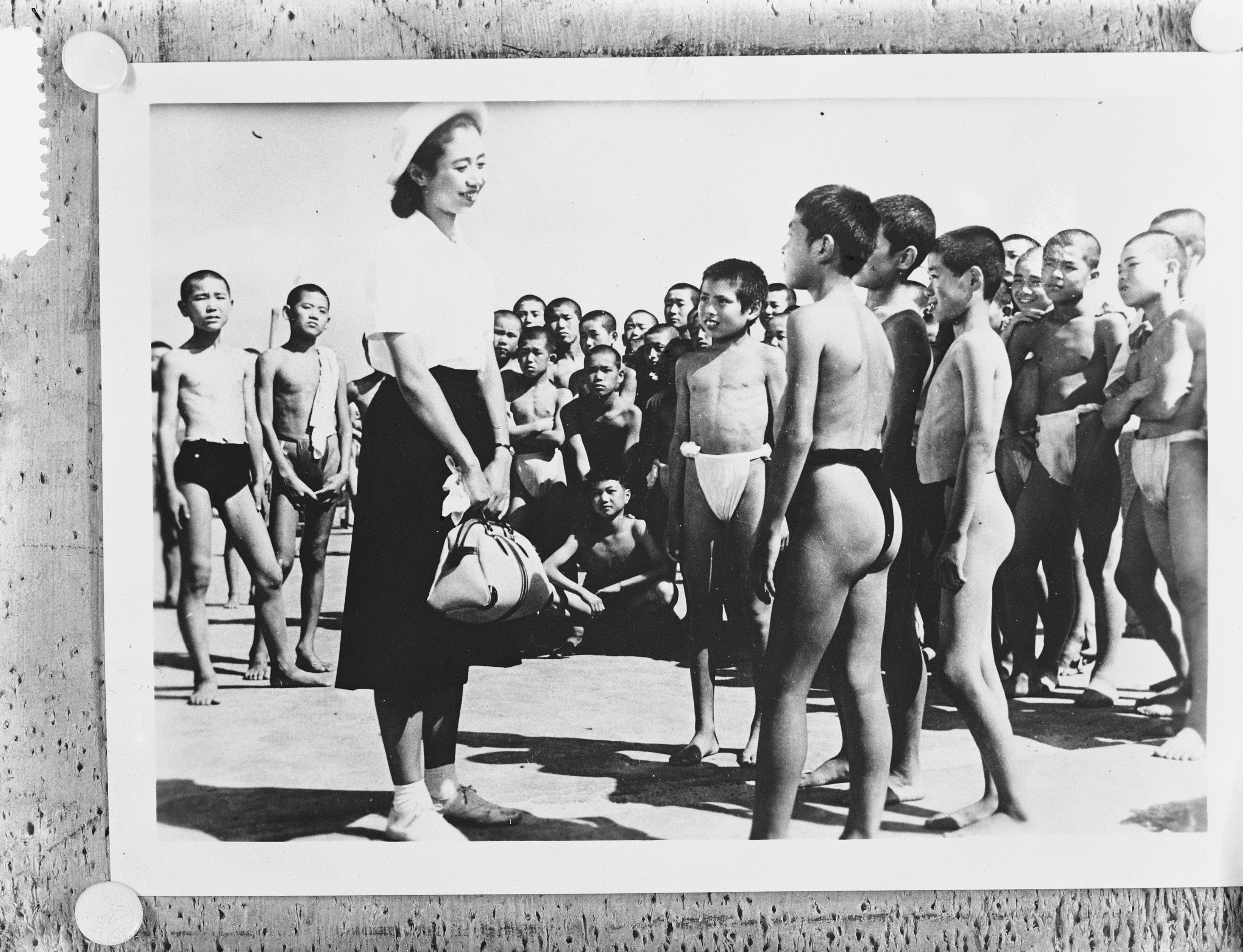
Scenă din film

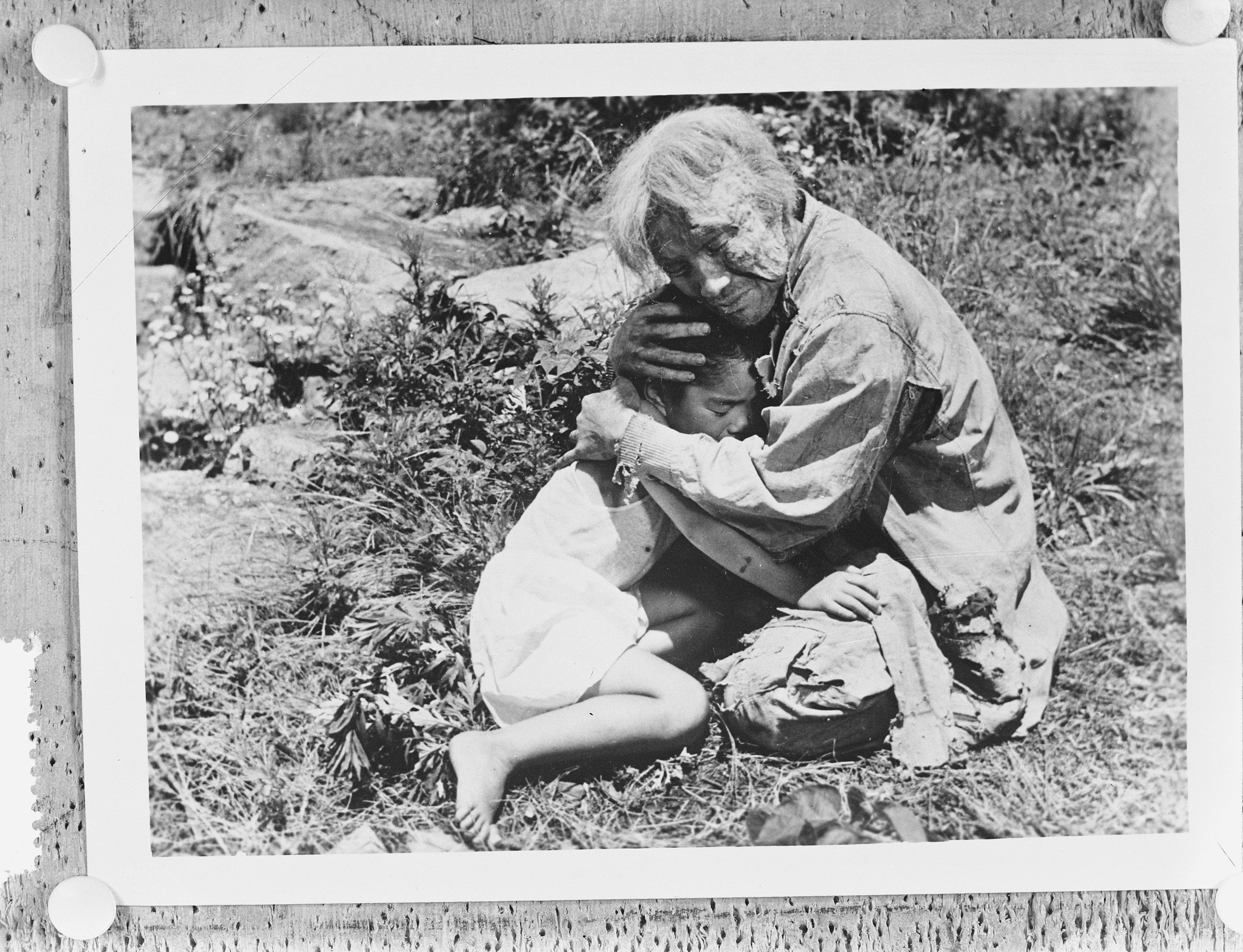
Scenă din film

Copiii din Hiroshima (titlul original: în japoneză 原爆の子, transliterat: Genbaku no ko / Copiii bombei atomice) este un film dramatic japonez, realizat în 1952 de regizorul Kaneto Shindō, după romanul scriitorului Arata Osada, protagoniști fiind actorii Nobuko Otowa, Osamu Takizawa, Masao Shimizu și Chikako Hosokawa. 

## Conținut
La 6 august 1945, a fost aruncată bomba atomică asupra Hiroshimei. Takako Ishikawa, care locuia acolo, este singura supraviețuitoare a familiei sale. După război, își desfășoară activitatea la școala primară de pe o mică insulă din Marea Interioară Seto. Profitând de vacanța de vară, pleacă pentru prima dată după șase ani de la sfârșitul războiului, să viziteze orașul natal, dorind să vadă copiii din fosta ei grupă de grădiniță de dinainte de producerea cataclismului și să afle cum le merge... 

## Distribuție
- Nobuko Otowa – Takako Ishikawa
- Osamu Takizawa – Iwakichi
- Masao Shimizu – Toshiaki, tatăl lui Takako
- Chikako Hosokawa – Setsu, mama lui Takako
- Miwa Saitō – Natsue Morikawa
- Tsutomu Shimomoto – soțul Natsuei
- Tanie Kitabayashi – Otoyo
- Taiji Tonoyama – proprietarul unei șalupe
- Yuriko Hanabusa – Oine
- Jūkichi Uno – Kōji
- Akira Yamauchi
- Takashi Itō
- Jun Tatara
- Hideji Ōtaki
- Eiken Shōji
- Shinsuke Ashida
- Shin Date
- Yoshiko Sakurai
- Tomoko Naraoka
- Yumi Takano
- Fukuko Sayo
- Gorō Tarumi
- Tatsuo Matsushita
- Michio Hino
- Sumie Sasaki
- Keiko Tanaka
- Hisako Hara
- Eijirō Tōno
- Yûsaku Terashima
- Kan Yanagiya
- Zōtarō Tomita
- Tōru Hara
- Kiyoko Hihara
- Shinya Ofuji – un elev
- Kennosuke Naruo – un copil
- Kazuyuki Saeki – un copil
- Terufumi Matsui – un copil
- Ryōsuke Fukushima – un copil
- Kazuyuki Sugiura – un copil
- Tsuneo Satō – un copil
- Osamu Kataoka – un copil
- Tsuneko Yamanaka – un copil

## Selecție
- 1953 filmul a fost selecționat pentru Festivalul de Film de la Cannes 1953[1].